# Ace the Bat-Hound
Seriefiguren Ace the Bat-Hound var en intelligent schäfer som under 1950 och 60-talen fick finna sig i att maskeras och hjälpa Batman och Robin att lösa kriminalfall. Ace debuterade i Batman #92 (utgivet på DC Comics i juni 1955). Ace skapades av författaren Bill Finger och tecknaren Sheldon Moldoff som sade att karaktären inspirerats av Rin Tin Tin.